# Dario
Dario je mužské jméno, varianta jména Darius, které je perského původu a přibližně znamená „drží se dobra“.

## Osobnosti
- Dario Argento (* 1940) – italský režisér
- Dario Cologna (* 1986) – švýcarský lyžař
- Dario Fo (1926–2016) – italský literát, nobelista
- Dario Marianelli (* 1963) – italský hudební skladatel
- Dario Šimić (* 1975) – chorvatský fotbalista
- Dario Vidošić (* 1987) – australský fotbalista

## Postavy
- Dario, titulní postava krále Dareia I. ze stejnojmenných oper L'incoronazione di Dario od Vivaldiho (1717) a Pertiho (1686)
- Dario, hlavní hrdina realtimové strategie The Settlers: Dědictví králů